# Crescent Dunes napenergia projekt
A Crescent Dunes napenergia projekt az amerikai Nevadában található. A tornyos naphőerőmű lencséket és tükröket használ, amivel elektromos áramot állít elő. 2005-ben 354 megawatt volt a teljesítménye, a létesítményt 5500 megawattra bővítették 2018-ban. Energiatárolása kiváló. 2011 és 2016 között fejlesztették. A hőenergiát a talajban tárolják. Névleges kapacitása 110 megawatt. A SolarReserve és az EPCC készítette a beruházást. Kettőszáz méteres a napermű tornya. Egymilliárdos volt az állami befektetés, amit 737 millióra módosított a cég. A naperőmű teljes területe 1 196 778 négyzetméteren terül el. 2015-ben 3534 megawatt teljesítményről szólnak az adatok, 2016-ban 127.308 megawattról már. 2015 és 2019 között összesen 418.849 megawatt termelés volt a teljesítménye.

## Bezárása
A technológiai fejlődés miatt a napelemek ára folyamatosan zuhant, így az ígéretes projekt egyszerűen versenyképtelen lett magas ára és az állandó karbantartása miatt. Az erőmű 2019 áprilisa óta már nem termel villamos energiát.